# Kije (Sainte-Croix)
Pour les articles homonymes, voir Kije.
Kije est un village de la voïvodie de Sainte-Croix et du powiat de Pińczów. Il est le siège de la gmina de Kije.